# El Tejado
El Tejado település Spanyolországban, Salamanca tartományban. El Tejado Junciana, Medinilla, Puente del Congosto, Navamorales, La Horcajada és El Losar del Barco községekkel határos. Lakosainak száma 83 fő (2024).

## Népesség
A település népessége az elmúlt években az alábbi módon változott:
| Lakosok száma | 174  | 151  | 150  | 139  | 138  | 125  | 109  | 96   | 84   | 83   |
|               | 2001 | 2004 | 2007 | 2009 | 2012 | 2014 | 2017 | 2019 | 2022 | 2024 |